# M19 (киберспортивная организация)
M19 — российская киберспортивная организация с составами по League of Legends, PUBG, PUBG Mobile, Counter-Strike (Counter-Strike: Global Offensive) и Fortnite, сформированная в 2017 году из команды Albus NoX Luna. Тренировочная база организации находится в Калужской области.

## История
9 января 2017 года на сайте с доменом m19.team появился анонс о возрождении бренда киберспортивного клуба М19 и создании команды с таким названием, первым составом которой стала бывшая пятёрка игроков команды Albus NoX Luna по League of Legends. Игроки составов киберспортивного клуба высказали недовольство несогласованным использованием бренда, попросив организаторов турниров запретить выступление новой организации под данным тегом. Компания Riot Games, назвав приобретение ANX «бизнес-решением», не стала запрещать новой М19 участвовать в весеннем сплите Континентальной лиги 2017, а Александр Шлемин, один из руководителей новой организации, указал на отсутствие товарного знака, отметив, что «покупать нечего».

## Игровые составы

### Counter-Strike

#### Текущий состав
- Андрей «Evostation» Галкин
- Виталий «MadFan» Починкин
- Александр «KALbI4» Грибков

#### Бывшие игроки
- Вячеслав «Rider» Хан
- Алексей «Nook» Козловский
- Дмитрий «Dizell» Власов
- Евгений «400kg» Гапченко
- Олег «Koobik» Отинов

### PUBG

#### Текущий состав
- Константин «konstantinvk» Кохнович[8]
- Андрей «ELITEPLAYER» Клейменов[8]
- Владислав «TheWanderer» Липартия[8]
- Даниил «EHOT» Алексеев[8]

#### Бывшие игроки
- Артём «xmpL-» Адаркин[8]
- Александр «BatulinS» Батулин[8]
- Олег «Koobik» Отинов[9]

#### Достижения
| Место | Турнир                           | Место проведения | Дата проведения         | Призовые |
| 2018  | 2018                             | 2018             | 2018                    | 2018     |
| ----- | -------------------------------- | ---------------- | ----------------------- | -------- |
| 4     | PGI 2018 CIS Qualifier           | Минск            | 21 — 24 июня            | $ 8,000  |
|       | GLL Season 2 Grand Finals        | Стокгольм        | 10 — 12 августа         | $ 40,000 |
| 7     | StarSeries i-League Season 2     | Стокгольм        | 25 августа — 2 сентября | $ 2,000  |
| 4     | PGL PUBG Fall Invitational 2018  | Бухарест         | 11 — 14 октября         | $ 5,000  |
|       | October 2018 Curse Trials Finals | Онлайн           | 31 октября              | $ 6,000  |

### PUBG Mobile

#### Текущий состав
- Григорий «Lightning» Соломасов[9] (Captain)
- Андрей «Evostation» Галкин[9]
- Даниил «Tixzy» Сучков[9]
- Эмиль «Jeezy» Халиков[9] (IGL)
- Олег «Koobik» Отинов[9] (Sub/Manager/Coach)

### Hearthstone

#### Бывшие игроки
- Павел «Картошечка» Павленко

#### Достижения
| Место | Турнир                          | Дата проведения | Призовые | Игрок                       |
| 2017  | 2017                            | 2017            | 2017     |                             |
| ----- | ------------------------------- | --------------- | -------- | --------------------------- |
|       | M19 Hearthstone Open            | 6 мая           | $ 885    | Павел «Картошечка» Павленко |
| 25-32 | Hearthstone Global Games        | 16 мая          | $ 1,000  | Павел «Картошечка» Павленко |
| 5-8   | DreamHack Valencia              | 15 июля         | $ 1,125  | Павел «Картошечка» Павленко |
| 11-12 | Loot.bet Brawl                  | 22 августа      | $ 250    | Павел «Картошечка» Павленко |
| 11-12 | StriveWire’s Mega Cash          | 12 октября      | $ 149    | Павел «Картошечка» Павленко |
| 2017  |                                 |                 |          |                             |
| 25-32 | Hearthstone Global Games        | 28 августа      | $ 1,000  | Павел «Картошечка» Павленко |
| 35    | HCT 2018/19 — Season 2 — Europe | 2 сентября      | $ 1,000  | Павел «Картошечка» Павленко |
| 15    | HCT 2018/19 — Season 2 — Europe | 1 октября       | $ 300    | Павел «Картошечка» Павленко |

### Fortnite

#### Бывшие игроки
- Владимир «SHIKAKA» Мельниченко[10]
- Константин «Antar» Кухарский[10]
- Игорь «Archangel_HS» Криворучко
- Игорь «Twinkle» Фокин

В текущий момент состава по игре Fortnite нет.

### League of Legends

#### Текущий состав
- Shellkunchik — Юльский Никита — верхняя линия
- Viktor «Fallen Angel» Kordanovski — лесник
- Shlyapojor — Гудков Никита — средняя линия
- David «Mickey» Garcia Rubio — игрок нижней линии
- Руслан «Miracle» Зайнулин — игрок поддержки

#### Бывшие игроки
- Ли «Reach» Чу-Вон[11]
- Лука «Lukezy» Трумбич[11]
- Лев «Nomanz» Якшин — игрок средней линии
- Александр «SaNTaS» Лифашин — игрок поддержки
- Егор «VincentVega» Медведев[11] — стрелок
- Дмитрий «Smurf» Иванов[11] — игрок верхней линии
- Илья «Ekka» Шестаков — игрок средней линии
- Илья «Kreox» Гром — лесник
- Даниэль «Blasting» Кудрин — игрок нижней линии
- Александр «Lekcycc» Лексиков — игрок поддержки
- Иван «Nagato» Платонов — запасной игрок

#### Достижения
| Место | Турнир                            | Место проведения | Дата проведения       | Призовые    |
| 2017  | 2017                              | 2017             | 2017                  | 2017        |
| ----- | --------------------------------- | ---------------- | --------------------- | ----------- |
| 7-8   | IEM World Championship XI         | Сподек           | 22 — 26 февраля       | $ 3,000     |
| 3-4   | Континентальная лига 2017 (весна) | Главкино         | 28 января — 9 апреля  | ₽ 750,000   |
|       | Rift Rivals в Москве 2017         | Главкино         | 6 — 9 июля            | неизвестно  |
|       | Континентальная лига 2017 (лето)  | Главкино         | 24 июня — 20 августа  | ₽ 1,000,000 |
| 2018  |                                   |                  |                       |             |
| 4     | Континентальная лига 2018 (весна) | Москва           | 10 февраля — 1 апреля | ₽ 500,000   |
|       | LCL Open Cup 2018                 | Москва           | 9 июня — 15 июля      | ₽ 250,000   |
| 3-4   | Континентальная лига 2018 (лето)  | Москва           | 9 июня — 15 июля      | ₽ 750,000   |
| 2019  |                                   |                  |                       |             |
| 3-4   | LCL Open Cup 2019                 | Москва           | 26 января — 10 марта  | ₽ 150,000   |